# Top-Flop-Strategie
Die Top-Flop-Strategie ist eine einfache Anlagestrategie für Aktien. Sie verfolgt das Ziel, durch eine Auswahl von Aktien nach ihrer Kursentwicklung in der Vergangenheit eine bessere Performance zu erzielen als der Gesamtmarkt, der durch einen Index abgebildet wird.

## Vorgehensweise
Nach der Top-Flop-Strategie kauft der Anleger am ersten Handelstag jeden Jahres die fünf Aktien aus einem Aktienindex (beispielsweise dem DAX), die im Vorjahr am schlechtesten gelaufen sind. Diese Aktien werden bis Ende Juni gehalten. Am 1. Juli schichtet der Anleger in jene fünf Aktien um, die im ersten Halbjahr am besten abgeschnitten haben. Am ersten Handelstag des nächsten Jahres beginnt der Anlagezyklus von Neuem. Die fünf jeweils gehaltenen Aktien werden stets gleich gewichtet. Außer den beiden Umschichtungen zum Jahresanfang und zur Jahresmitte werden keine weiteren Transaktionen vorgenommen.

## Hintergrund
Die Anlagestrategie basiert auf zwei unbewiesenen Annahmen. Erstens geht die Strategie davon aus, dass die Abschläge jener Aktien, die im Jahresrückblick am schlechtesten gelaufen sind, in der Regel übertrieben sind und dementsprechend Aufholpotential besteht. Zweitens wird unterstellt, dass die Manager großer Aktienfonds in der zweiten Jahreshälfte verstärkt Aktien mit einer guten Kursentwicklung im vergangenen Halbjahr kaufen, um ihren Kunden zu suggerieren, sie hätten die richtigen Aktien für den Fonds gekauft. Dadurch entstünde eine zusätzliche Nachfrage nach diesen Aktien, wodurch deren Kurs weiter steige.

## Erfolg
Trotz der nicht erwiesenen Grundannahmen konnten mit der Top-Flop-Strategie in der Vergangenheit meist bessere Ergebnisse erzielt werden als mit einer ununterbrochenen Anlage in den Gesamtmarkt. Betrachtet man längere Anlagehorizonte (z. B. 20 Jahre), kann für sehr viele Zeiträume eine Outperformance der Strategie gegenüber dem zugrunde liegende Aktienindex nachgewiesen werden. So hätte ein seit dem Jahr 1989 nach der Top-Flop-Strategie aufgebautes DAX-Depot bis zum Jahr 2013 eine jährliche Rendite von 13,1 % abgeworfen, während ein Anleger bei einer kontinuierlichen Anlage im DAX lediglich 7,6 % per annum verdient hätte.
Diese grundsätzlich positive Bilanz darf aber nicht als Erfolgsgarantie angesehen werden.
Erstens hat die Strategie lediglich zum Ziel, eine bessere Performance als der zugrunde liegende Aktienindex zu erzielen. Das heißt, verliert ein nach der Top-Flop-Strategie aufgebautes Depot weniger als der Gesamtmarkt, so wird dieses für den Anleger negative Ergebnis als Erfolg der Strategie gewertet.
Zweitens hat die Strategie in der Vergangenheit nur bei langjähriger Anwendung ihre Überlegenheit gegenüber den Indizes zeigen können. Bei kürzeren Anlagehorizonten finden sich häufig Phasen, in denen sich ein nach der Top-Flop-Strategie aufgebautes Depot schlechter entwickelte als der Gesamtmarkt.
Drittens ist die Vorteilhaftigkeit der Strategie in der Vergangenheit kein Garant für die Entwicklung in der Zukunft.
Viertens versucht die Top-Flop-Strategien im Gegensatz zu vielen anderen Anlagestrategien nicht, die Volatilität des Depots zu mindern. So hätte ein nach der Top-Flop-Strategie aufgebautes DAX-Depot z. B. im Jahr 2002 42,3 % an Wert verloren, um im Jahr 2003 wieder 40,0 % an Wert zu gewinnen. Der Anleger ist daher extremen Wertschwankungen seines Depots ausgesetzt, die zu realen Verlusten führen können, sofern das angelegte Geld zu einem ungünstigen Zeitpunkt benötigt wird.

## Kritik
Die Top-Flop-Anlagestrategie konnte ihre Vorteilhaftigkeit über längere Anlagezeiträume nur statistisch nachweisen. Die im Kapitel Hintergrund dargelegte Begründung, warum die Strategie in der Vergangenheit zum Erfolg geführt hat, ist aber in keiner Weise wissenschaftlich unterlegt und basiert darüber hinaus auf Annahmen bezüglich des Verhaltens von Fondsmanagern. Sollte die Begründung zutreffen, würde eine – jederzeit mögliche – Veränderung des Marktverhaltens der Fondsmanager die Strategie sofort unwirksam machen. Solange keine wissenschaftlich überprüfbare Ursache für das Funktionieren der Strategie in der Vergangenheit gefunden ist, ist die Frage, ob auch in Zukunft mit einer Outperformance der Strategie zu rechnen ist, nicht seriös zu beantworten.